# Ramphocelus
Ramphocelus és un gènere d'ocells de la família dels tràupids (Thraupidae).

## Taxonomia
Segons la Classificació del Congrés Ornitològic Internacional (versió 14.2, 2024) aquest gènere està format per 9 espècies:
- Tàngara de collar carmesí (Ramphocelus sanguinolentus Lesson, RP, 1831)
- Tàngara flamígera (Ramphocelus flammigerus Jardine & Selby, 1833)
- Tàngara de carpó groc (Ramphocelus icteronotus Bonaparte, 1838)
- Tàngara de carpó vermell (Ramphocelus passerinii Bonaparte, 1831)
- Tàngara del Brasil (Ramphocelus bresilia Linnaeus, 1766)
- Tàngara dorsivermella (Ramphocelus dimidiatus Lafresnaye, 1837)
- Tàngara emmascarada (Ramphocelus nigrogularis Spix, 1825)
- Tàngara del Huallaga (Ramphocelus melanogaster Swainson, 1838)
- Tàngara bec d'argent (Ramphocelus carbo Pallas, 1764)